# Amara (San Sebastian)
Amara is een wijk in de Spaanse stad San Sebastian in de autonome gemeenschap Baskenland. De wijk ligt op de linkeroever van de rivier de Urumea en het ontstaan ervan is onlosmakelijk verbonden met het kanaliseren van de rivier en het droogleggen van delen van het dal. Amara bestaat uit twee afzonderlijke delen: Amara Zaharra, "Oud Amara", dat onderdeel uitmaakt van de Ensanche de Cortázar, de zuidelijke stadsuitbreidingen van het einde van de 19e en het begin van de 20e eeuw, en als zodanig een deel is van het district Centro, en Amara Berri, een stadsuitbreiding van de tweede helft van de 20e eeuw en een zelfstandig district.
In de wijk Amara ligt het station Amara-Donostia, het hoofdstation van de spoorwegmaatschappij EuskoTren in de stad. EuskoTren rijdt voornamelijk op meterspoor, zo ook in de omgeving San Sebastian. Van dit station vertrekken treinen naar Bilbao en ook passeert de metro van San Sebastian er. Verder stopt de metro in deze wijk ook nog in het metrostation Anoeta.